# Собор Святої Анни (Апт)
43°52′34″ пн. ш. 5°23′49″ сх. д. / 43.876111111111° пн. ш. 5.3969444444444° сх. д.
Собор Святої Анни (фр. Cathédrale Sainte-Anne) — католицький собор в місті Апт (Франція). Пам'ятка архітектури. Колишній кафедральний собор єпархії Апта, після її ліквідації в 1801 році належить архієпархії Авіньйона. Одна з трьох церков архієпархії, що має почесний статус малої базиліки. З 1846 року входить до списку національного надбання Франції.

## Історія

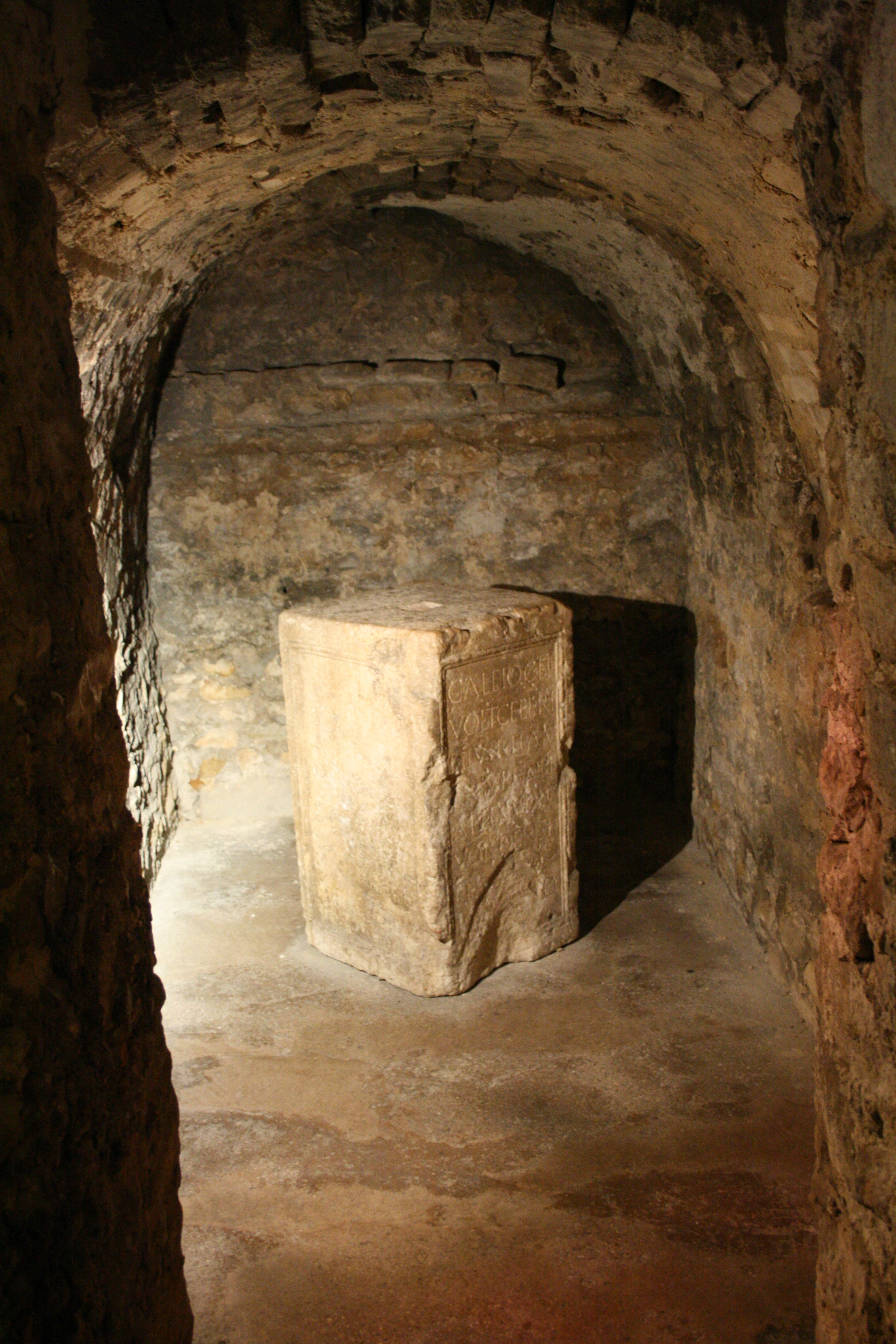
Нижня крипта (V століття)

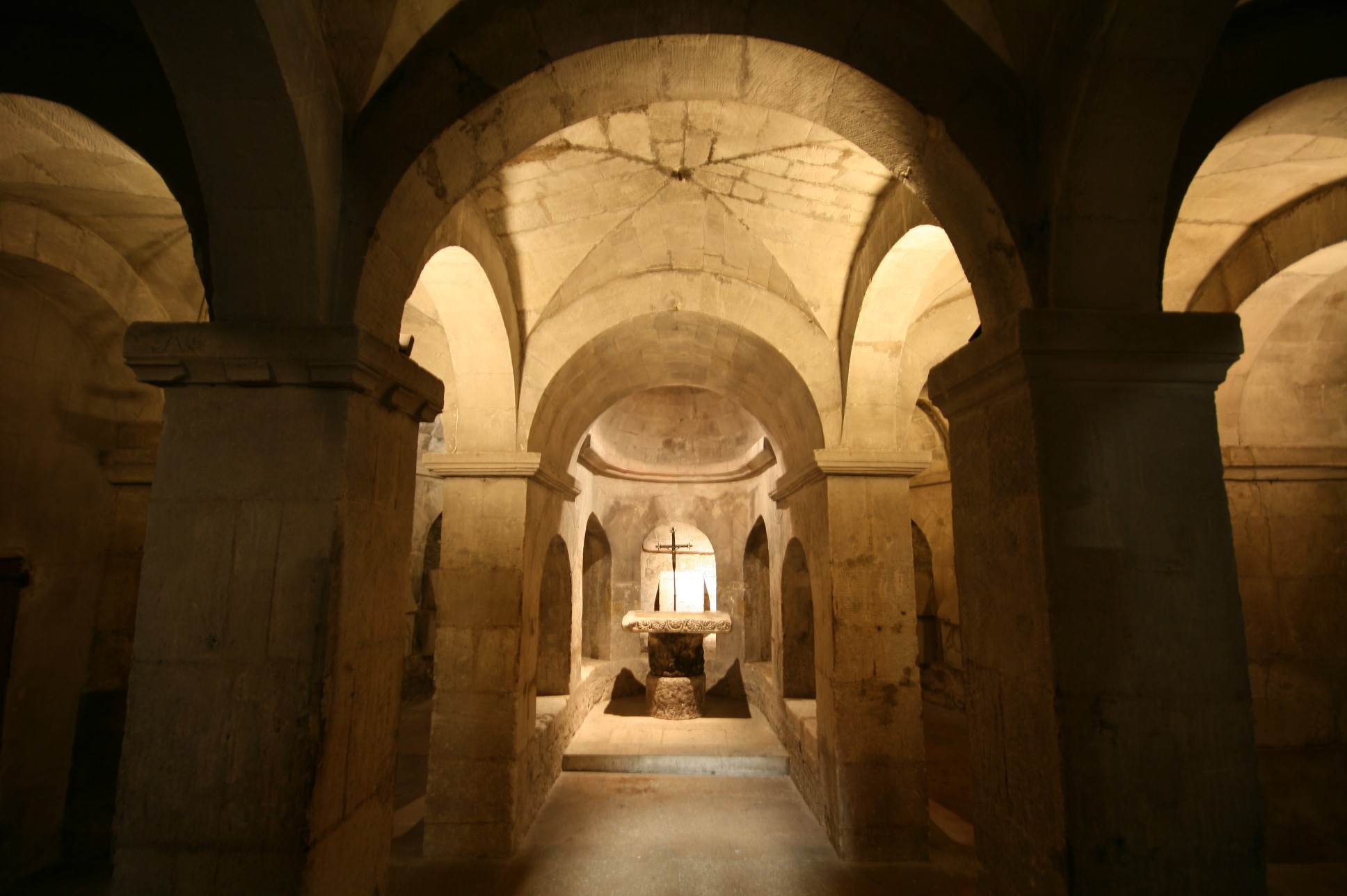
Верхня крипта (XI століття)

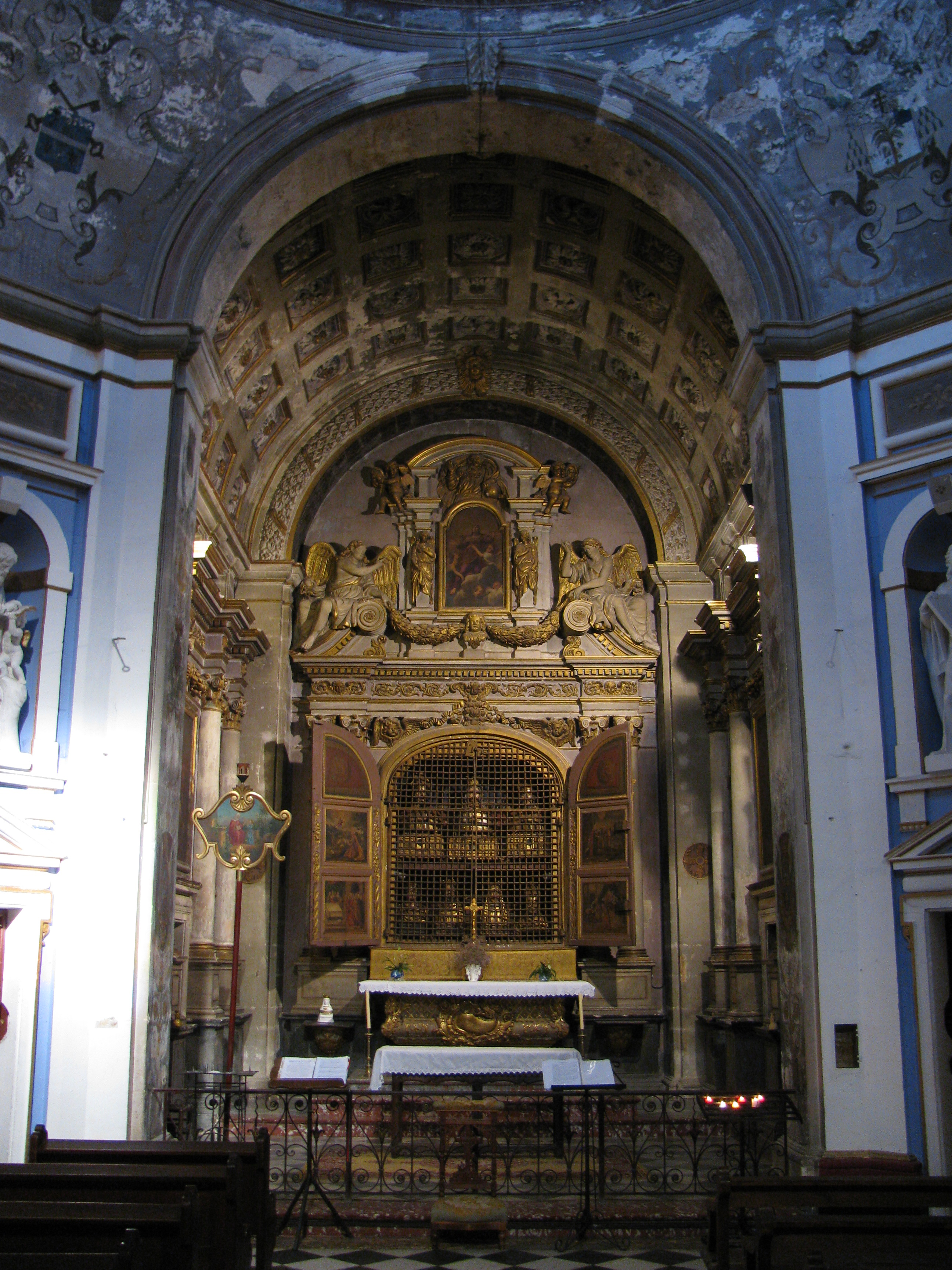
Капела Святої Анни

Першим єпископом Апта вважається мученик III століття Святий Оспіс (fr: Saint Auspice). Згідно з місцевою традицією, він був похований на місці, де зараз розташований собор. Над могилою мученика вже у V столітті було збудовано церкву. У VIII столітті вона була зруйнована сарацинами. Від цієї церкви до нашого часу збереглися лише фрагменти крипти (так звана нижня крипта, верхня крипта відноситься до XI століття).
Новий собор почав будуватися в XI столітті, наприкінці XII століття він був загалом закінчений і освячений на честь Успіння Пресвятої Богородиці.
У XIV столітті собор було значно перебудовано та розширено. Був доданий північний неф, бічні вежі. Для робіт використовувалися камені зруйнованої ранньохристиянської церкви Святого Павла. У XVI столітті центральний неф собору було перебудовано у готичному стилі. Після цих робіт собор загалом набув сучасного вигляду і був переосвячений на честь Святої Анни. У XVII столітті була споруджена королівська капела, названа так на честь паломницького візиту до собору Анни Австрійської у 1660 році.
1801 року з ліквідацією Аптської єпархії Собор Святої Анни втратив статус кафедрального. У 1846 році собор був включений до списку національного надбання Франції. 1867 року отримав титул «малої базиліки».

## Інтер'єр
Спочатку церква була двонефною, нефи складалися з трьох травей, розділених потужними колонами. У XIV столітті був доданий північний неф, у XVI столітті колишній північний неф, який став центральним, був розширений і перебудований. У ході робіт XIV—XVI століть до архітектури раніше чисто романської церкви було внесено чимало готичних елементів. У глибині хорів зберігся старовинний вітраж XIV століття, на якому зображені Свята Анна, Діва Марія та Немовля Ісус. Центральний неф прикрашений серією з 9 картин середини XVIII століття, присвячених епізодам з життя Богородиці. Головний вівтар та більшість статуй собору також відносяться до XVIII століття.
Як було зазначено, у соборі є дві крипти. Нижня залишилася від церкви V століття, зруйнованої під час навали сарацинів. Верхня романська крипта побудована у XI столітті.
Капела Святої Анни або Королівська капела — найбільша з бічних капел собору. Вона має довжину близько 16 метрів, знаходиться ліворуч від входу в базиліку. Її будівництво було завершено 1664 року. Основний інтер'єр капели виконаний у XVII столітті в стилі бароко. Капела має прямокутну у плані форму, прямо над нею знаходиться купол собору. З 1876 року на куполі встановлена позолочена статуя Святої Анни, яка ніби благословляє місто.